# Muzeum Zakładu Historii Farmacji w Lublinie
Muzeum Zakładu Historii Farmacji w Lublinie – muzeum położone w Lublinie. Placówka mieści się w zabytkowej aptece przy ul. Grodzkiej 5a na lubelskim Starym Mieście i jest prowadzona przez spółkę PZF „Cefarm – Lublin” S.A. 
Placówka powstała w 1975 roku jako Sala Historyczna Farmacji Lubelszczyzny z siedzibą przy ul. Mieszka I. Z uwagi na lokalizację nie cieszyła się jednak popularnością wśród zwiedzających, wskutek czego podjęto decyzję o przeniesieniu zbiorów. W latach 1983–1988 ekspozycja mieściła się w budynku przy ul. Bramowej, natomiast od 1988 roku jej siedzibą stała się apteka przy ul. Grodzkiej.
Aktualnie muzeum zajmuje dwie sale. W pierwszej eksponowane są dawne meble apteczne z kolekcją historycznego szkła farmaceutycznego (butelki, słoiki) oraz narzędzi aptekarskich. Natomiast w drugiej (laboratoryjno-magazynowej) zbiór dokumentów (recepty, etykiety) oraz bogata kolekcja wag.
Muzeum jest obiektem całorocznym, czynnym od wtorku do piątku. Wstęp jest bezpłatny.